# Adam Lewandowski (muzyk)
Adam Lewandowski – polski perkusista, muzyk sesyjny, aktor niezawodowy. Gra na perkusji i na instrumentach perkusyjnych.

## Kariera muzyczna
Urodził się i wychował w Warszawie. Na profesjonalnej scenie jazzowej zadebiutował w 1977 roku jako perkusista Tria Marka Blizińskiego. W swojej długoletniej karierze współpracował m.in. z Mechem, Kwartetem Warszawskim, Zespołem Anny German, Triem Janusza Strobla, Triem Włodka Pawlika, a także z: Andrzejem Korzyńskim, Januszem Grzywaczem, Markiem Stefankiewiczem, Winicjuszem Chróstem, Krzysztofem Ścierańskim, Arkadiuszem Żakiem, Wojciechem Karolakiem, Andrzejem Jagodzińskim, Januszem Skowronem, Wojciechem Gogolewskim, Zbigniewem Wegehauptem, Michałem Kulentym, Andrzejem Dąbrowskim, Markiem Bałatą, Andrzejem Zauchą, Ewą Bem, Hanną Banaszak, Alicją Majewską, Lorą Szafran, Zbigniewem Wodeckim, Witoldem Pasztem, Jackiem Skubikowskim, Marylą Rodowicz, Danutą Błażejczyk, Krystyną Prońko, Michałem Lonstarem, Klanem, Mikroklimatem, Kapitanem Nemo i z wieloma innymi wykonawcami. W latach 1981-1984 grał w zespole Zbigniewa Namysłowskiego „Air Condition”, z którym wystąpił na największych światowych festiwalach jazzowych, nagrał dla CBS w Grecji album, zatytułowany Plaka Nights oraz zagrał pamiętny koncert podczas festiwalu Jazz Jamboree'83, dwa dni przed pierwszym występem Milesa Davisa w Polsce (w marcu 2017 roku, staraniem Polskiego Radia ukazał się krążek z zapisem tego koncertu). Nagrał muzykę do wielu filmów, m.in.: Akademia pana Kleksa, muzykę Włodka Pawlika do filmu Wrony, czy muzykę filmową autorstwa Krzesimira Dębskiego. Nagrywał podkłady muzyczne do programów telewizyjnych: Szansa na sukces i Idol. Pojawił się także w obsadzie aktorskiej kilku filmów i seriali, m.in. To tylko rock, Dom, Czterdziestolatek, Poranek kojota, Ubu Król, Sukces, Duch w dom, Szpiedzy w Warszawie. Jako muzyk brał udział w programach telewizyjnych, takich jak m.in.: MdM, Od przedszkola do Opola, Gra w Przeboje, Jak Pan To Robi, Taniec z Gwiazdami, Joker. Trzykrotnie wystąpił w składzie orkiestry festiwalowej podczas Krajowego Festiwalu Piosenki Polskiej w Opolu. Współtworzył pierwszą polską stację radiową, grającą muzykę jazzową i działającą pod nazwą „Radio Jazz”.

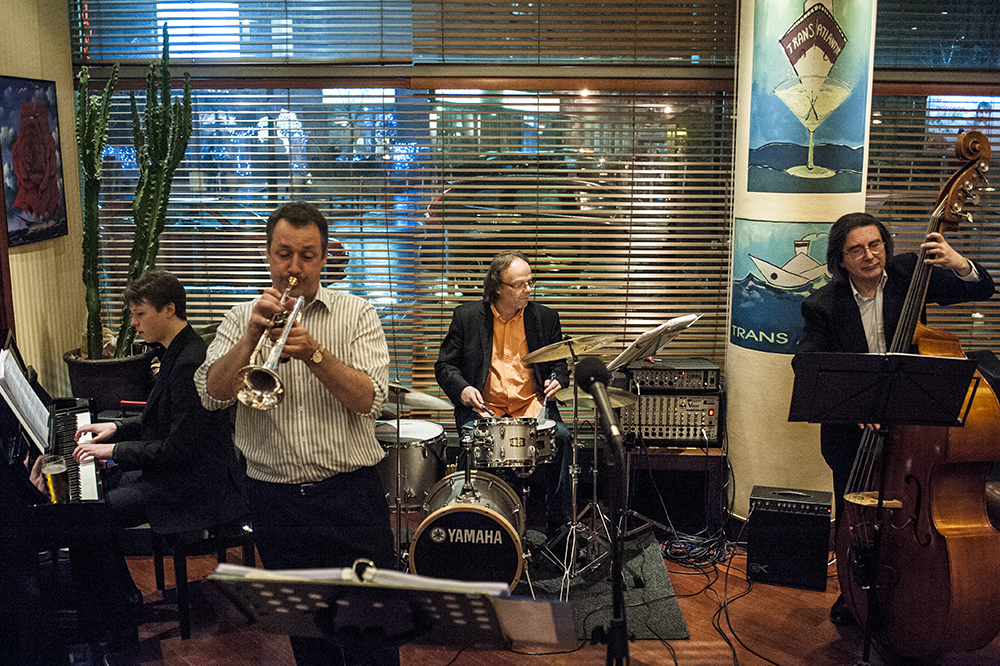
Adam Lewandowski na perkusji z zespołem Mark Shepherd Swing Quartet, Warszawa - kwiecień 2011.